# Bestuurlijke indeling van Frankrijk

Overzicht

De bestuurlijke indeling van Frankrijk bestaat uit een aantal lagen:
1. Nationaal niveau: Franse staat
2. Regio (région)
3. Departement (département)
4. Arrondissement (arrondissement)
5. Kanton (canton)
6. Gemeente (commune), samenwerkend in intercommunaliteiten.

In de Franse grondwet (artikel 72) worden “territoriale collectiviteiten” (collectivités territoriales de la République) gedefinieerd. Daaronder vallen de gemeenten, de departementen inclusief de overzeese departementen (départements d'outre-mer, DOM), de regio’s, inclusief de overzeese regio’s (régions d'outre-mer, ROM), bijzondere territoriale collectiviteiten (Corsica) en de overzeese collectiviteiten (Saint-Pierre-et-Miquelon, les îles Wallis et Futuna, la Polynésie française) die een andere status hebben dan de DOM.
De bestuurlijke indeling slaat met name op het werkingsgebied van de overheidsinstellingen. Per overheidsinstantie is bepaald op welk niveau zij zeggenschap heeft. Voor veel diensten geldt dat de diensten voor bepaalde delen gedeconcentreerd zijn naar de regio’s naar de departementen, etc. Op dat niveau is die dienst dan verantwoording verschuldigd aan het bestuur van het niveau (de préfet, de sous-préfet), maar ook aan de centrale ministeriële organisatie waaronder zij valt. De directie onderwijs van een departement is dus verantwoording verschuldigd aan de préfet, maar ook aan het ministerie van onderwijs.
Tegenwoordig, met de huidige telecommunicatie, wordt de communicatie met de centrale organisatie sneller, en kan het vaker voorkomen dat de plaatselijke préfet gepasseerd wordt.
Een aantal organisaties is niet gedeconcentreerd, maar valt direct onder het centrale gezag, zoals Defensie en het hoger onderwijs.

## Bestuurlijke niveaus

### Nationaal niveau
In Parijs zetelt het centrale bestuur van Frankrijk, de politieke macht ligt bij de president, de regering en het parlement, maar een belangrijke machtsfactor is de “vierde macht”, de macht van de ambtenaren, van de ministeries.
De machtigste persoon in Frankrijk is de president. De president wordt direct gekozen en benoemt de regering (eerste minister, ministers), is ook het hoofd van de regering. De regering is het hoofd van de uitvoerende macht, maar moet de verantwoordelijkheid delen met de president. Sinds de Vijfde Republiek en het optreden van de Gaulle als president is veel macht teruggevloeid naar de president: hij doet uitspraken van algemeen Frans belang, is het gezicht van Frankrijk naar de buitenwereld en is het hoofd van de defensieorganisatie.
Het Franse parlement bestaat uit twee kamers:
- de assemblee (l'Assemblée nationale), direct gekozen en vergelijkbaar met de tweede Kamer met als zetel het Palais Bourbon.
- de senaat (le Sénat) indirect (getrapt) gekozen, met als zetel het Palais du Luxembourg.

Het parlement heeft de macht om de regering te controleren, om de wetten van de regering goed dan wel af te keuren.

### Regio’s
Onder het nationale niveau is Frankrijk verdeeld in een 18 regio’s, 13 in Europa en vijf overzeese gebiedsdelen (DOM, Départements de Outre-Mer). Voor de hervorming van de regio's op 1 januari 2016 telde Frankrijk 27 regio's, waarvan 22 in Europa en vijf overzeese gebiedsdelen.
Regio's bestaan nog maar relatief kort, met het instellen van de vijfde republiek in de vijftiger jaren is ook de regio-indeling ingevoerd. 
Met de decentralisatiewet van 1982 door de regering-Mitterrand hebben de regio's de titel van "territoriale collectiviteit" gekregen. De “Regionale Raad” (conseil régional) wordt sindsdien bij algemene directe verkiezing samengesteld, en kreeg ook een eigen budget. Het uitvoerend gezag is in handen van de voorzitter van de Regionale Raad.
De verantwoordelijkheden van de regio liggen met name op economische en sociaal vlak, op die terreinen dienen de regio's een actieve rol te spelen.
De préfet (politiehoofd) van de regio is de préfet van het departement waar de hoofdstad van de regio is. De préfets en de sous-préfets zijn de vertegenwoordigers op dat niveau van de minister van Binnenlandse Zaken (ministre de l'Intérieur). Ze worden per presidentieel besluit benoemd en zijn directe loyaliteit aan de regering verschuldigd.

### Departementen
Het departement is de derde bestuurslaag in Frankrijk. Frankrijk heeft 100 departementen, waarvan 95 in Europa in Frankrijk zelf en 5 in overzeese gebiedsdelen, die overigens zowel regio als departement zijn.
De indeling in departementen stamt uit de Franse Revolutie. De nieuwe machthebbers wilden de oude machtsstructuren van de adel doorbreken en een van de middelen daartoe was het instellen van een totaal nieuwe opdeling van het land in machtseenheden. Maar pas aan het eind van de 19e eeuw kregen de departementen (met de toekenning van de titel "territoriale collectiviteit") ook echt de bevoegdheden om de zaken op hun grondgebied te regelen.
De departementen zijn in eerste instantie op alfabetische volgorde genummerd. Latere opdelingen van departementen hebben dit tenietgedaan, maar de nummering is daarop niet meer aangepast. Men ziet de nummers onder andere op de kentekenplaten van elke Franse auto.
De “regering” van een departement is in handen van de “Algemene Raad” (conseil général), het uitvoerend gezag was voorheen (voor 1985) in handen van de préfet (vandaar ook de aanduiding préfecture voor de hoofdstad van het departement) en tegenwoordig in handen van de voorzitter van de Algemene Raad.

### Arrondissementen
De departementen zijn onderverdeeld in een beperkt aantal arrondissementen met als hoofdplaats een sous-préfecture.  Het is niet een van de “territoriale collectiviteiten” zoals in de grondwet genoemd.Het bestuur van het arrondissement valt onder de verantwoordelijkheid van de sous-préfet.
Zie ook: Lijst van arrondissementen (Frankrijk)

### Kantons
De arrondissementen zijn onderverdeeld in kantons. Een kanton is een organisatorische eenheid. Het is niet een van de “territoriale collectiviteiten” zoals in de grondwet genoemd.
Met name in de verkiezingen voor de Algemene Raad van het departement spelen de kantons een rol (als kiesdistrict). Overigens hoeven de kantongrenzen en gemeentegrenzen niet gelijk te lopen, bewoners van één gemeente kunnen in verschillende kantons wonen (hoewel doorgaans een gemeente in één kanton ligt).

### Gemeenten
De kantons zijn onderverdeeld in gemeenten (communes). Frankrijk heeft in totaal 35.416 gemeenten (1 januari 2017).
Drie gemeenten hebben een aparte status gekregen, Parijs, Lyon en Marseille. Voor de overige gemeenten geldt dat een gemeenteraad (Conseil municipal) gekozen wordt voor een periode van 6 jaar.
De burgemeester (Maire) zit voor eenzelfde periode en heeft de uitvoerende macht. Hij is als zodanig ook de vertegenwoordiger van de regering in de gemeente en heeft taken en verantwoordelijkheden op het vlak van de openbare orde en de politie.
De gemeenten, die vaak heel klein zijn, werken samen in intercommunaliteiten.

## Bestuursrechtspraak
Bij geschillen van een burger met een overheid wordt in Frankrijk een speciale rechter ingeschakeld, de bestuursrechter. De bestuursrechter heeft de macht om overheidsregelingen terug te draaien, om ze te wijzigen en om de overheid schadevergoedingen op te leggen wanneer burgers onterecht benadeeld zijn.
01 Ain · 02 Aisne · 03 Allier · 04 Alpes-de-Haute-Provence · 05 Hautes-Alpes · 06 Alpes-Maritimes · 07 Ardèche · 08 Ardennes · 09 Ariège · 10 Aube · 11 Aude · 12 Aveyron · 13 Bouches-du-Rhône · 14 Calvados · 15 Cantal · 16 Charente · 17 Charente-Maritime · 18 Cher · 19 Corrèze · 2A Corse-du-Sud · 2B Haute-Corse · 21 Côte-d'Or · 22 Côtes-d'Armor · 23 Creuse · 24 Dordogne · 25 Doubs · 26 Drôme · 27 Eure · 28 Eure-et-Loir · 29 Finistère · 30 Gard · 31 Haute-Garonne · 32 Gers · 33 Gironde · 34 Hérault · 35 Ille-et-Vilaine · 36 Indre · 37 Indre-et-Loire · 38 Isère · 39 Jura · 40 Landes · 41 Loir-et-Cher · 42 Loire · 43 Haute-Loire · 44 Loire-Atlantique · 45 Loiret · 46 Lot · 47 Lot-et-Garonne · 48 Lozère · 49 Maine-et-Loire · 50 Manche · 51 Marne · 52 Haute-Marne · 53 Mayenne · 54 Meurthe-et-Moselle · 55 Meuse · 56 Morbihan · 57 Moselle · 58 Nièvre · 59 Noorderdepartement · 60 Oise · 61 Orne · 62 Pas-de-Calais · 63 Puy-de-Dôme · 64 Pyrénées-Atlantiques · 65 Hautes-Pyrénées · 66 Pyrénées-Orientales · 67 Bas-Rhin · 68 Haut-Rhin · 69D Rhône · 69M Métropole de Lyon · 70 Haute-Saône · 71 Saône-et-Loire · 72 Sarthe · 73 Savoie · 74 Haute-Savoie · 75 Parijs · 76 Seine-Maritime · 77 Seine-et-Marne · 78 Yvelines · 79 Deux-Sèvres · 80 Somme · 81 Tarn · 82 Tarn-et-Garonne · 83 Var · 84 Vaucluse · 85 Vendée · 86 Vienne · 87 Haute-Vienne · 88 Vosges · 89 Yonne · 90 Territoire de Belfort  · 91 Essonne · 92 Hauts-de-Seine · 93 Seine-Saint-Denis · 94 Val-de-Marne · 95 Val-d'Oise
Départements d'outre-mer: 971 Guadeloupe · 972 Martinique · 973 Guyane · 974 Réunion · 976 Mayotte
 Auvergne-Rhône-Alpes ·  Bourgogne-Franche-Comté ·  Bretagne ·  Centre-Val de Loire ·  Grand Est ·  Hauts-de-France ·  Île-de-France ·  Normandië ·  Nouvelle-Aquitaine ·  Occitanie ·  Pays de la Loire ·  Provence-Alpes-Côte d'Azur
 Corsica
Overzeese regio's:  Frans-Guyana ·  Guadeloupe ·  Martinique ·  Mayotte ·  Réunion